# Bachofen von Echt

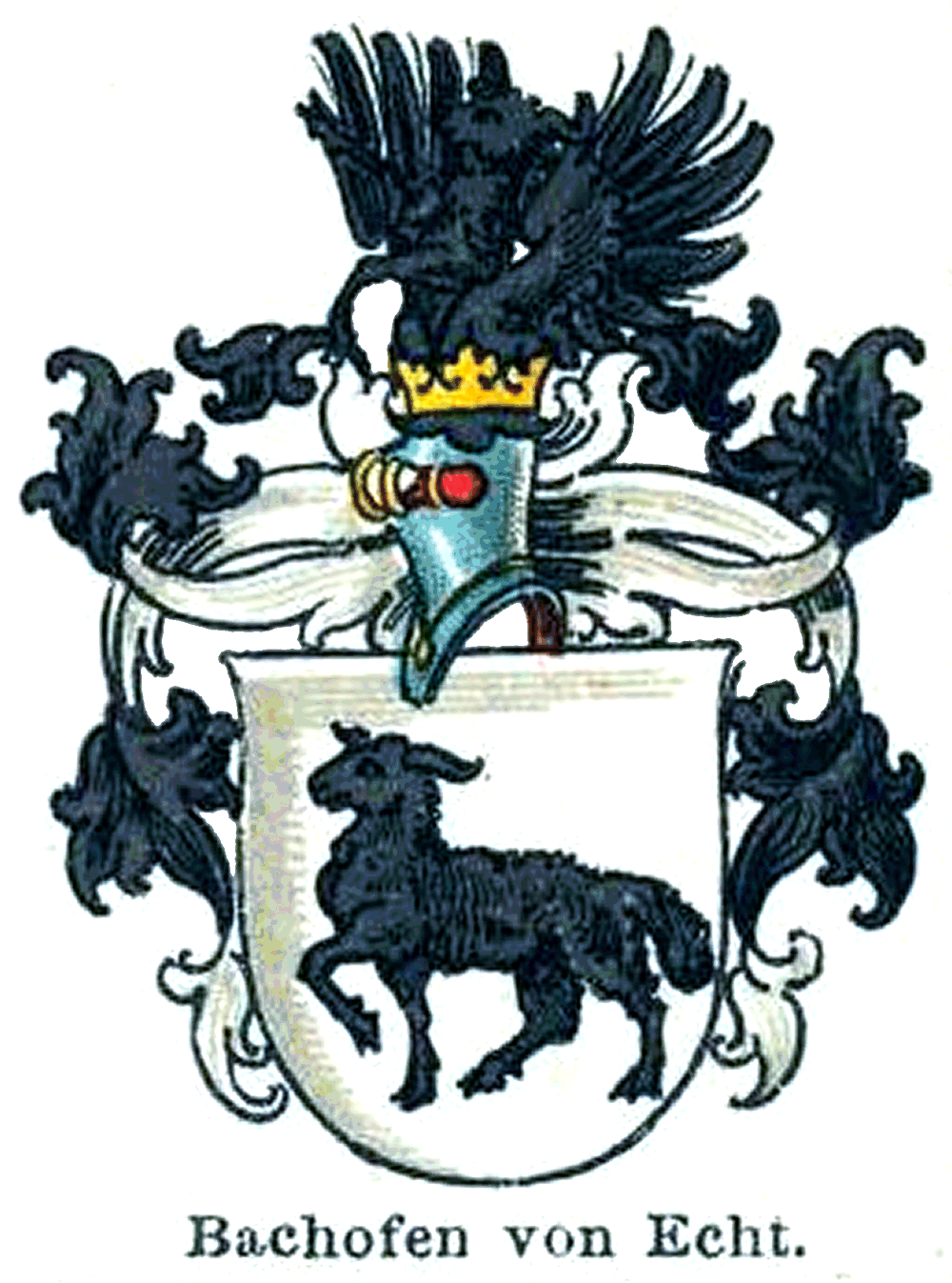
Wappen der Bachofen von Echt

Bachofen von Echt (auch Bachoff, Bachof oder Bachoven von Echt) ist der Name eines weit verzweigten deutschen Adelsgeschlechts.

## Geschichte

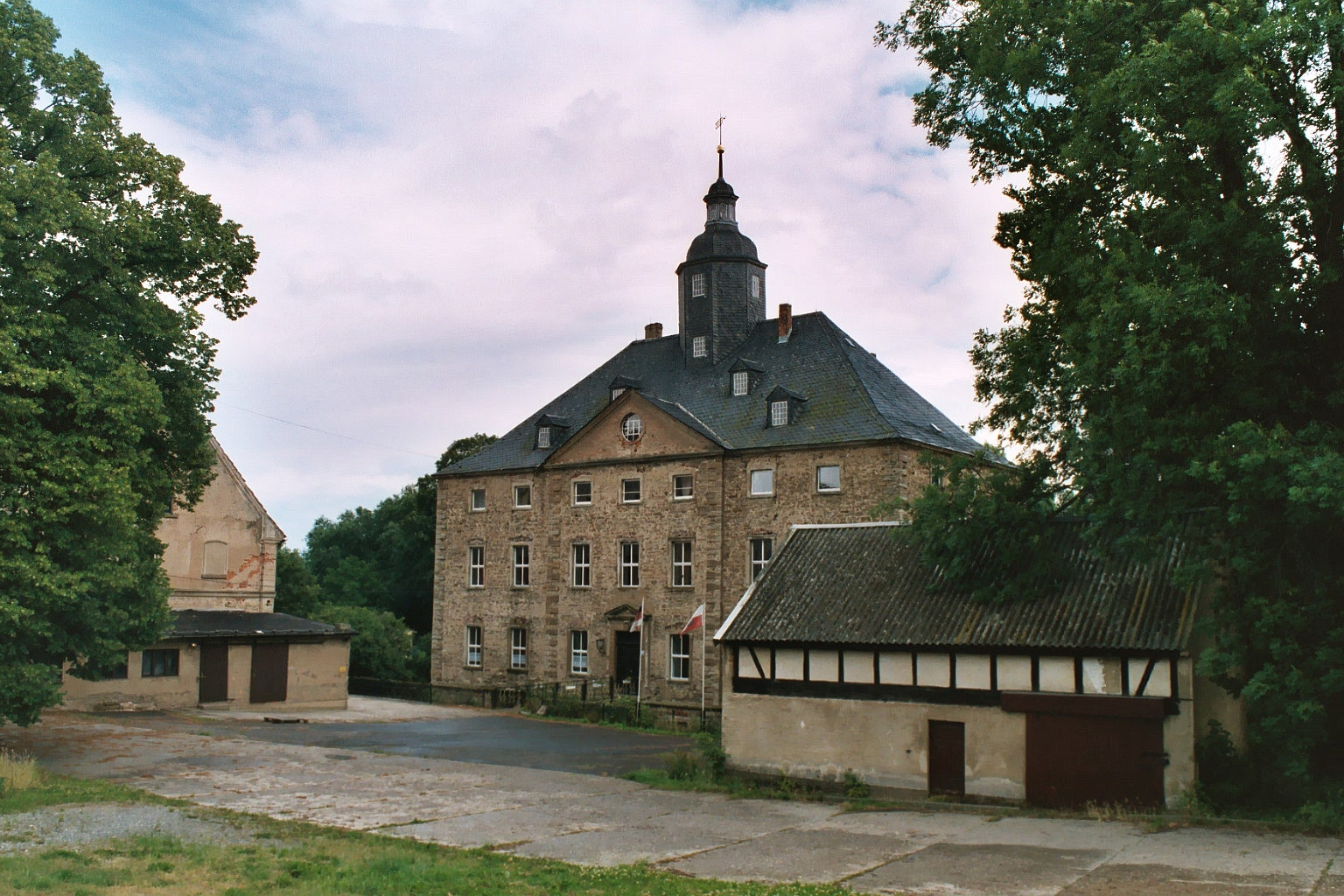
Wasserschloss Dobitschen

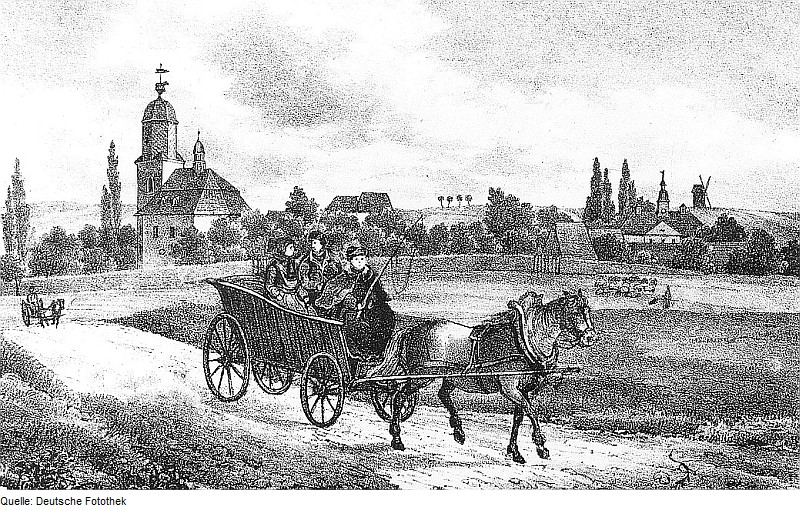
Ort, Kirche und Schloss Romschütz, historische Ansicht

Ursprünglich kam die Familie aus dem Herzogtum Limburg und gehörte dort zum ritterbürtigen Uradel. Der Name des Geschlechtes verweist auf die Dörfer Bachofen und Echt, südlich von Roermond. 1325 wurde Konrad Bachhofen von Echt vom Grafen Berthold VII. von Henneberg mit einem Hof in der Grafschaft Henneberg (Thüringen) belehnt. Das Geschlecht erscheint mit Jacob von Echt urkundlich am 21. Mai 1500 in Köln, der am 30. August 1518 als Jacob Baeckhoeven van Eichte ein Testament macht. Es wird angenommen, dass Jacob aus Echt bei Roermond stammte, wo ein wo ein Jacob van Baeckhoven 1480/81 urkundlich auftritt, und wo der Name van de Beechoven seit 1312 nachweisbar ist. Die Stammreihe beginnt mit Jacobs Bruder Wilhelm van Backhoeven (urkundlich 1500, † 1518), der wohl mit dem 1478–1493 in Echt genannten Willem van Baeckhoven identisch ist. Kaiser Karl V. bestätigte den Adelsstand und das Wappen der Familie mit einer Urkunde vom 24. März 1532 für die Brüder Friedrich und Arnold von Bachoffen, Echt genannt. Das Geschlecht war stifts- und turnierfähig. Im 17. Jahrhundert waren Angehörige der Familie auch in Ingermanland begütert, verloren die Besitzungen aber durch Krieg bald wieder.
Am 12. Oktober 1691 wurde der herzoglich-gothaische Premierminister und spätere kaiserliche Hofrat Johann Friedrich Bachoff von Echt (1643–1726) von Kaiser Leopold I. in den Freiherrenstand erhoben. Dieser erwarb 1692 das Wasserschloss Dobitschen, das bis 1945 im Besitz der Familie blieb. 1700 erwarb die Familie das Wasserschloss in Romschütz bei Altenburg (abgerissen während der DDR-Zeit), ganz nahe bei Dobitschen gelegen. 1717 erwarb Hofrat Johann Friedrich Bachoff von Echt auch das Wasserschloss Hartmannsdorf und errichtete dort ab 1723 das heutige barocke Schloss. Dessen gleichnamiger Sohn († 3. Januar 1756) war kaiserlicher Hofrat und herzoglich-sächsischer Kanzler und wurde am 24. März 1752 in Wien von Kaiser Franz I. in den Reichsgrafenstand erhoben. Die Linie des Grafen erlosch bereits mit dessen Tochter 1837, die freiherrlichen Linien seiner Geschwister und deren Nachkommen gelangten aber im Herzogtum Sachsen zu großem Ansehen und reichem Grundbesitz. In der Folgezeit ließen sich Zweige der Familie auch in Dänemark, in der Mark Brandenburg und später in der preußischen Rheinprovinz nieder.
Karl Adolf Bachofen von Echt wurde in Österreich Mitinhaber der Nußdorfer Bierbrauerei, wurde k.u.k. Hoflieferant und um 1906 von Kaiser Franz Joseph I. in den österreichischen Freiherrenstand erhoben. Im selben Jahr erwarb er Schloss Murstätten und begründete einen österreichischen Zweig der Familie.

## Wappen
In goldenem Schild auf grünem Boden ein schwarzes Lamm. Das Wappen der brandenburgischen Familienlinie unterscheidet sich von dem der übrigen Linien durch eine abweichende Farbe des Lammes.
Weitere Wappendarstellungen:

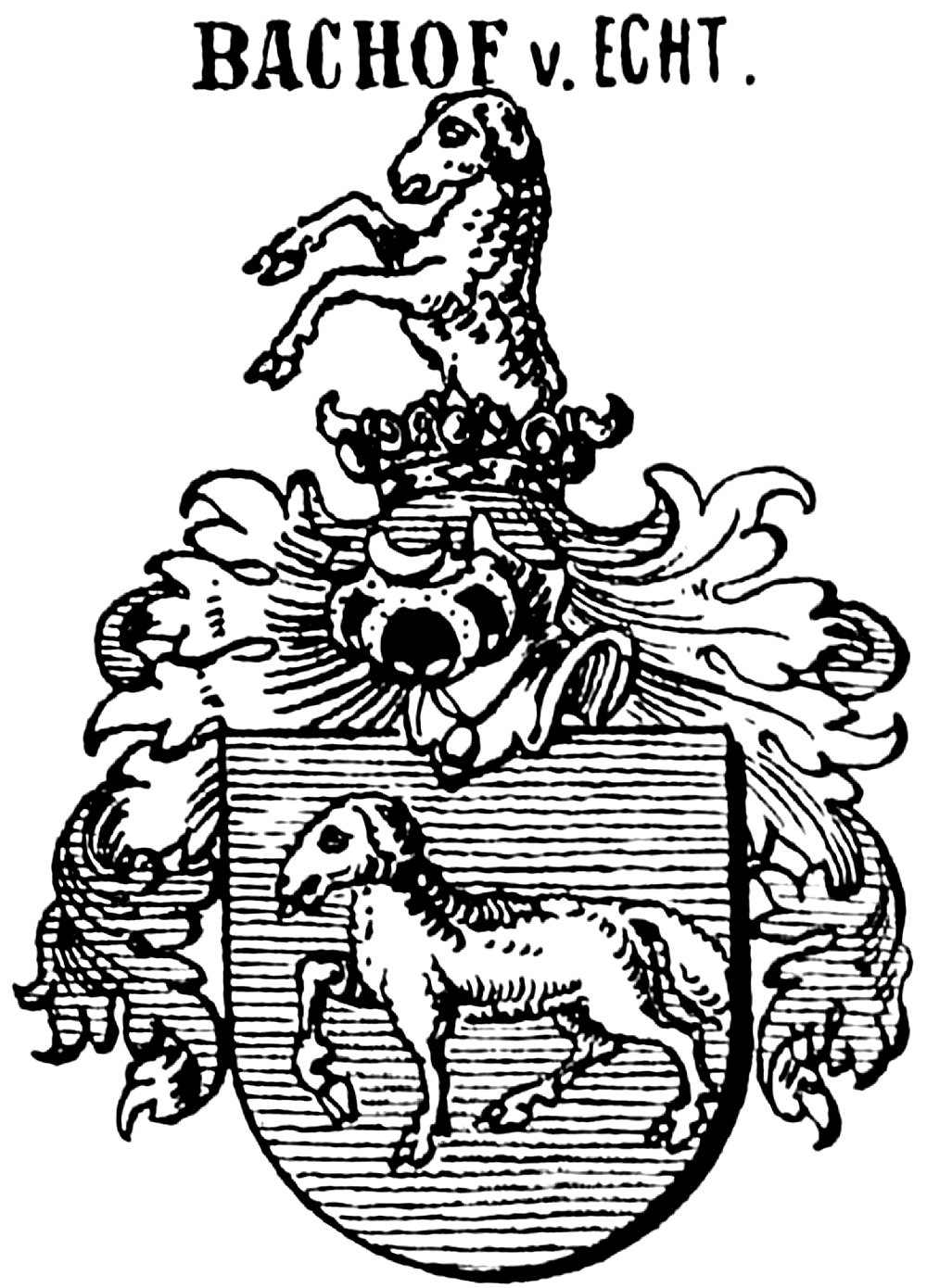
Wappen der Thüringer Linie der Bachofen von Echt
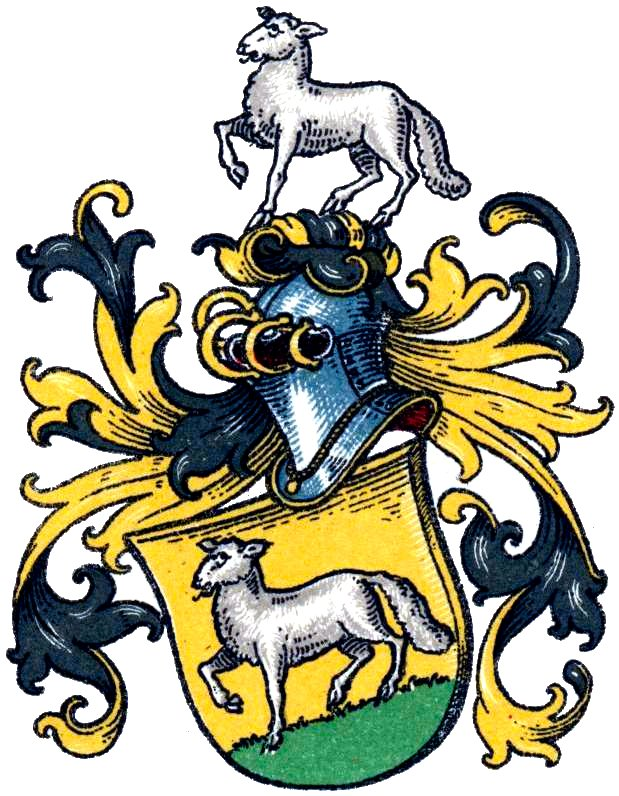
Wappen der Bachoven von Echt bei Spießen
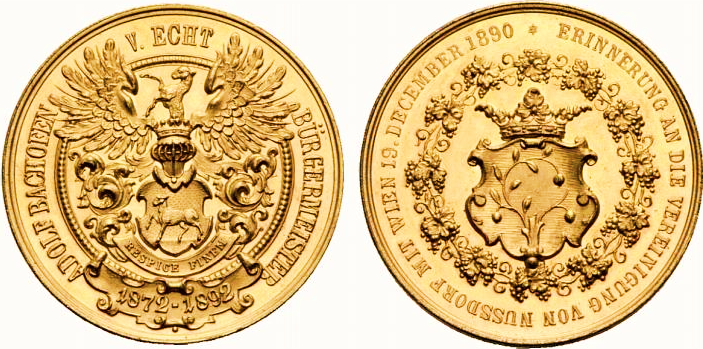
Medaille auf das 20-jährige Jubiläum Karl Adolf Bachofen von Echt als Bürgermeister von Nußdorf (1872–1892) und die Vereinigung Nußdorfs mit Wien (1890), von Heinrich Jauner, mit dem Familienwappen Bachofen von Echt

## Bedeutende Persönlichkeiten

Elisabeth Baronin Bachofen von Echt, Porträt von Gustav Klimt (1914–1916)

- Friedrich Bachofen von Echt (* um 1480; † 1553), Syndikus der Stadt Köln, Assessor des Reichskammergerichts, Gesandter der Stadt Köln
- Heinrich Bachofen von Echt (1510–1587), Großkaufmann (Pelzhändler) und Ratsherr in Köln
- Johann Bachofen von Echt (1515–1576), Arzt in Köln, Leibarzt des Herzogs von Jülich-Kleve und des Trierer Kurfürsten
- Thomas Bachofen von Echt (1540–1597), deutscher Bürgermeister und Kaufmann
- Reiner Bachoff von Echt (* 1575; † um 1640), deutscher Jurist und Rektor der Universität Heidelberg
- Johann Friedrich Bachoff von Echt (Politiker) (1643–1726), deutscher Politiker, Jurist und Hofbeamter
- Johann Friedrich Bachoff von Echt (Diplomat) (1710–1781), deutsch-dänischer Diplomat
- Ludwig Heinrich Bachofen von Echt (1725–1792), dänischer Diplomat, Dichter geistlicher Lieder
- Abundus Bachofen von Echt (mit vollem Namen Johannes Abundus Anton Maria Bachofen von Echt (1778–1850)) war der erste Angehörige der Familie, der nach Böhmen kam und zu den Verschwörern gegen Napoleon auf der rheinischen Festung Ehrenbreitenstein gehörte, von wo er fliehen musste. Er lebte mit seiner Stieftochter Maria Kindl auf der Prager Kleinseite in der Nerudova-Straße 245/III, arbeitete als Fährmann im Dienst des Prager Erzbischofs und betrieb einen Tonabbau und eine Ziegelbrennerei auf dem Gut Panenská, wo er auch starb.
- Franz Bachofen von Echt (1782–1849), österreichischer Forstbeamter
- Karl Adolf Bachofen von Echt (1830–1922), österreichischer Industrieller
- Adolf Bachofen von Echt (1864–1947), österreichischer Industrieller, Privatgelehrter und Paläontologe
- Elisabeth Bachofen von Echt (1867–1943), Tochter der Serena Lederer
- Reinhart Bachofen von Echt (1877–1947), österreichischer Heimwehrführer und Autor
- Erika von Watzdorf-Bachoff (1878–1963), deutsche Dichterin